# Коїмбра (Мінас-Жерайс)
Коїмбра (порт. Coimbra) — громада в Бразилії, входить в штат Мінас-Жерайс, складова частина мезорегіону Зона-да-Мата. Входить в економіко-статистичний мікрорегіон Вісоза.
Населення — 7 296 осіб (2006). Площа — 106 834 км². Густота населення — 68,3 осіб/км².

## Історія
Місто засноване 27 грудня 1948.

## Статистика
- Валовий внутрішній продуктна 2003 становить 27 257 328,00 реалів (дані: Бразильський інститут географії та статистики).
- Валовий внутрішній продукт на душу населення на 2003 становить 3 926,44 реалів (дані: Бразильський інститут географії та статистики).
- Індекс розвитку людського потенціалу на 2000 становить 0,756 (дані: Програма розвитку ООН).

Шаблон:Муніципалітети мікрорегіонів Вісоза
| Бразилія | Це незавершена стаття з географії Бразилії. Ви можете допомогти проєкту, виправивши або дописавши її. |

1. 1 2  OpenStreetMap — 2004.